# Strzeszów (województwo dolnośląskie)

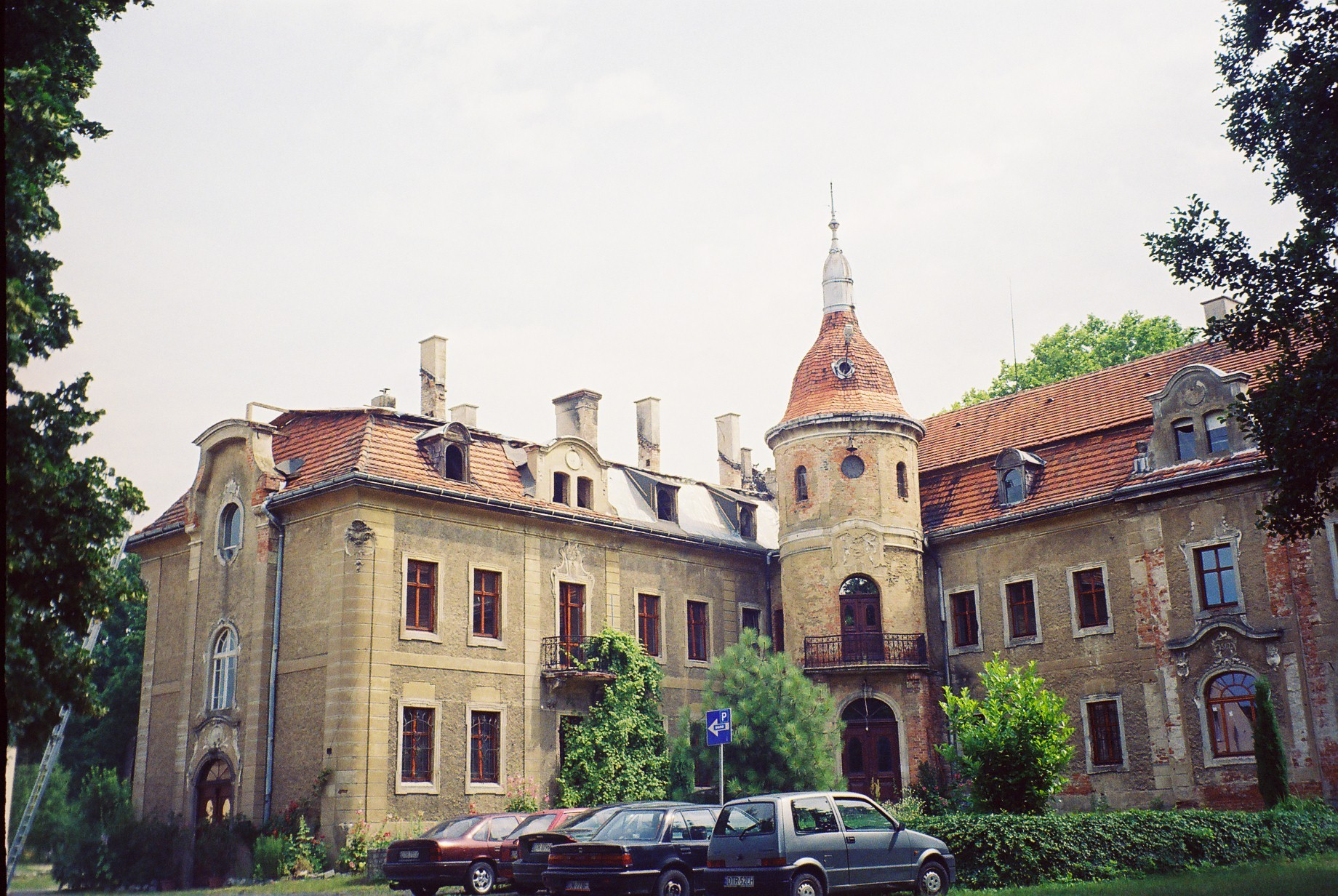
Pałac w Strzeszowie

Strzeszów (niem. Striese) – wieś w Polsce, położona w województwie dolnośląskim, w powiecie trzebnickim, w gminie Wisznia Mała.

## Demografia
Miejscowość jest podzielona na starą i nową. Obie części zamieszkuje obecnie (2021 r.) 1030 osób.

## Podział administracyjny
W latach 1975–1998 miejscowość należała administracyjnie do województwa wrocławskiego.

## Nazwa
15 marca 1947 nadano miejscowości polską nazwę Strzeszów.

## Historia
Miejscowość po raz pierwszy została wymieniona pod nazwą Stresevic w dokumencie wydanym przez księcia Henryka I Brodatego w 1204 roku. W dokumencie tym książę śląski przekazywał wieś nowo ufundowanemu przez siebie klasztorowi cysterek w Trzebnicy. Kolejne wzmianki pochodzą z XIV w. i dotyczą kościoła parafialnego w Strzeszowie. Miejscowość została wówczas zapisana pod nazwą Stresow (1374 r.) i Stresicz (1376 r.). Strzeszów został zniszczony poważnie na początku XV wieku, podczas wojen husyckich. Spalony wówczas kościół pw. Podwyższenia Krzyża Świętego odbudowano dopiero w 1498 r. w stylu gotyckim. Później kilkakrotnie odnawiany, na początku XIX w. otrzymał oddzielnie stojącą dzwonnicę. Obecnie w świątyni najstarszą częścią jest późnorenesansowy strop pochodzący z XVII wieku. Niedaleko od kościoła stoi dwór zbudowany w stylu renesansowym w drugiej połowie XVI wieku, po zmianach w XVIII w. uzyskał charakter pałacowy. Rozbudowany na początku XX wieku.
Pałac i miejscowość uniknęły poważniejszych zniszczeń doby wojny trzydziestoletniej. Sam pałac został przebudowany i rozbudowany w latach 1650–1660, a następnie dwukrotnie uszkodzony i splądrowany przez wojska rosyjskie w czasie wojny siedmioletniej (1756–1763). Odbudowano go, a w latach 1900–1902 powiększono i przebudowano w stylu neobarokowym. W takiej postaci pałac istnieje do dziś. Po śmierci Albrechta Rehdigera, majątek odziedziczył jego siostrzeniec. Siostra Albrechta, Elisa, wyszła za Karla von Witzendorff. W efekcie właścicielem Strzeszowa został pułkownik Hans von Witzendorff, który w 1913 r. otrzymał zgodę na używanie herbu i nazwiska rodu Rehdiger. W 1941 r. przekazał on majątek synowi Gotthardowi. W 1945 r. pułkownik został zamordowany przez Rosjan.

## Zabytki
Do wojewódzkiego rejestru zabytków wpisane są:
- kościół filialny pw. św. Jadwigi, obecnie pw. Podwyższenia Krzyża Świętego, pierwsza wzmianka z 1374, obecny z końca XV wieku, przebudowany na początku XX wieku. Gotycki portal zakrystii, Pietà z ok. 1500, renesansowe malowidła stropu, ambona, ołtarz boczny bez mensy[7]
- drewniana dzwonnica z XIX wieku
- zespół pałacowy:
  - pałac z XVI wieku, przebudowany w XVIII i drugiej połowie XIX wieku; prawdopodobnie w miejscu dzisiejszego pałacu znajdował się już wcześniej drewniany dwór obronny lub myśliwski. W 1559 r. nabył go od księcia Oleśnickiego (von Oels) późniejszy starosta generalny księstwa wrocławskiego, Nicolaus II von Rehdiger. Był to jedynie zastaw, ale już w 1567 r. przeszedł na jego własność. Stąd też na prawym skrzydle elewacji od zachodniej strony widnieje ozdobna data. W tym samym roku Rehdiger na miejscu książęcego dworu zbudował pałac otoczony fosą. W 1588 r. utworzył tu fideikomis przekazany jego synom i w tej rodzinie majątek pozostał do 1904 roku, kiedy zmarł Albrecht Rehdiger. W 1945 r. pałac stał się siedzibą kwatery głównej wojsk radzieckich. Gromadzono w nim także oficerów niemieckich wziętych do niewoli podczas oblężenia Wrocławia. Do 1947 r. w pałacu mieścił się szpital wojskowy Armii Czerwonej, a następnie, całkowicie ogołocony budynek, został przejęty przez władze polskie i przekazany miejscowemu PGR-owi. W tym czasie w budynku znajdowały się m.in. świetlica i przedszkole. Po upadku PGR-u pałac stał pusty, był grabiony i dewastowany, w 1995 r. przeszedł w prywatne ręce, co uratowało obiekt przed kompletną ruiną.
  - park z drugiej połowy XIX wieku

## Klimat
Strzeszów jest położony w strefie klimatów umiarkowanych szerokości geograficznej, w typie klimatu przejściowego, podlegającego wpływom oceanicznym i kontynentalnym.
W miejscowości przeważają masy powietrza polarno-morskiego i polarno-kontynentalnego; fronty atmosferyczne przemieszczają się przez 220 dni w roku z przewagą frontów chłodnych. Średnie miesięczne ciśnienie atmosferyczne waha się od 999,6 hPa (kwiecień) do 1003,6 hPa (październik); dominują kierunki wiatru z sektora zachodniego. Dni pogodnych jest około 141 w roku, najwięcej we wrześniu, pochmurnych około 206, najwięcej w listopadzie; usłonecznienie wynosi średnio 1556 godzin w roku. Średnia roczna temperatura powietrza osiąga +9,0 °C; najchłodniejszy jest styczeń (średnio –0,4 °C), najcieplejszy lipiec (średnio +18,8 °C). W ciągu roku występuje 40 dni gorących, czyli takich, w których maksymalna temperatura przekracza +25 °C (z czego 9 dni jest upalnych, z temperaturą powyżej +30 °C); dni mroźnych, z temperaturą maksymalną poniżej 0 °C jest w Strzeszowie 28 rocznie [24]. Najdłuższą, trwającą 114 dni, termiczną porą roku jest lato; zima trwa 65 dni. Największe średnie miesięczne sumy opadu wynoszą 79 mm (lipiec), najmniejsze 30 mm (luty); średnio notuje się 158 dni z opadem w roku (z maksimum w zimie). Burze występują średnio 25 razy w roku, pokrywa śnieżna zalega średnio przez 35 dni w roku.

## Transport publiczny
Przez miejscowość kursują autobusy linii nr:
626- Wisznia Mała-Strzeszów- Ozorowice-Szewce- Rogoż-Kryniczno-Psary-Wrocław
629- Trzebnica-Machnice-Wysoki Kościół-Pierwoszów-Wisznia Mała-Strzeszów-Ozorowice-Szewce-Rogoż-Kryniczno-Psary - Wrocław
627- Wisznia Mała - Strzeszów - Ozorowice - Szewce - Świniary

## Festiwale
W 2011 r. w Strzeszowie po raz pierwszy odbył się, urządzany dotychczas w Trzebnicy, festiwal rockowy Pazur, na którym zagrało 12 zespołów rockowych.